# Carbon (Texas)
Carbon è un centro abitato degli Stati Uniti d'America, situato nella contea di Eastland dello Stato del Texas.
La popolazione era di 272 persone al censimento del 2010.

## Geografia fisica
Secondo lo United States Census Bureau, Carbon ha un'area di un miglio quadrato (2,6 km²).

## Società

### Evoluzione demografica
Secondo il censimento del 2000, c'erano 224 persone, 98 nuclei familiari e 68 famiglie residenti nella città. La densità di popolazione era di 219,6 persone per miglio quadrato (84,8/km²). C'erano 120 unità abitative a una densità media di 117,7 per miglio quadrato (45,4/km²). La composizione etnica della città era formata dal 92,41% di bianchi, il 5,36% di altre razze, e il 2,23% di due o più etnie. Ispanici o latinos di qualunque razza erano il 7,14% della popolazione.
C'erano 98 nuclei familiari di cui il 27,6% aveva figli di età inferiore ai 18 anni, il 62,2% erano coppie sposate conviventi, il 6,1% aveva un capofamiglia femmina senza marito, e il 30,6% erano non-famiglie. Il 27,6% di tutti i nuclei familiari erano individuali e il 15,3% aveva componenti con un'età di 65 anni o più che vivevano da soli. Il numero di componenti medio di un nucleo familiare era di 2,29 e quello di una famiglia era di 2,79.
La popolazione era composta dal 19,6% di persone sotto i 18 anni, l'8,9% di persone dai 18 ai 24 anni, il 21,4% di persone dai 25 ai 44 anni, il 29,0% di persone dai 45 ai 64 anni, e il 21,0% di persone di 65 anni o più. L'età media era di 44 anni. Per ogni 100 femmine c'erano 107,4 maschi. Per ogni 100 femmine dai 18 anni in giù, c'erano 104,5 maschi.
Il reddito medio di un nucleo familiare era di 29.375 dollari, e quello di una famiglia era di 33.750 dollari. I maschi avevano un reddito medio di 21.500 dollari contro i 12.500 dollari delle femmine. Il reddito pro capite era di 13.299 dollari. Circa il 4,8% delle famiglie e l'8,5% della popolazione erano sotto la soglia di povertà, incluso il 3,6% di persone sotto i 18 anni di età e il 7,1% di persone di 65 anni o più.